# Curiatii
Légende :
♦Patricien, ♦Plébéien, ♦Consulaire, ♦Sénatorial, ♦Équestre
Gens et Liste des gentes romaines
Les Curiatii sont une gens romaine patricienne, dont un seul membre connu est un magistrat, dont le cognomen est Fistus Trigeminus.

## Membres

### Sous la République

#### Patriciens
- Les trois Curiaces, combattant pour Albe-la-Longue contre les Horaces de Rome, tous tués ;
- Publius Curiatius Fistus Trigeminus, consul en 453 av. J.-C. et décemvir en 451 av. J.-C.

C'est ainsi que le nomme Tite-Live, mais il se pourrait d'ailleurs que ce consul se nomme en fait Publius Horatius Pulvillus,, ce qui en ferait un membre des Horatii, descendants des Horaces.
Et peut-être aussi selon Tite-Live : Caius Curiatius Philo, consul en 445 av. J.-C. . Mais il s'agirait plutôt d'un membre de la gens des Curtii (Caius Curtius Philo).

#### Plébéiens
- Publius Curiatius, tribun de la plèbe en 401 av. J.-C.[1]
- Caius Curiatius, tribun de la plèbe en 138 av. J.-C.

### Sous le Principat

#### Curiatii Materni
- (Curiatius Maternus), (v.5 - ?);
  - ? (Curiatia), (v.25 - ?), épouse de Marcus Cornelius Nigrinus;
  - ? Curiatius Maternus, (v.40 - ap.74/5), orateur, préteur;
    - ? (Curiatia), (v.60 - ?), épouse de Caius Clodius Nummus?;

### Autres
- Caius Curiatius Saturninus, centurion de la legio II Augusta[b 1]

## Pour approfondir